# Tour de Trèves
Pour les articles homonymes, voir Trèves.
La tour de Trèves est un édifice situé à Chênehutte-Trèves-Cunault, en France.

## Localisation
L'édifice est situé dans le département français de Maine-et-Loire, sur la commune de Chênehutte-Trèves-Cunault.

## Description
La tour de actuelle est le donjon principal du château reconstruit au XVe siècle par Robert Le Maçon. Elle a de nombreux mâchicoulis.

## Historique
La tour date du XVe siècle.
En 1741, le riche armateur et planteur esclavagiste Jean II Stapleton achète en 1747, le château de Trèves dans l'actuelle commune de Chênehutte-Trèves-Cunault (Maine-et-Loire), .
Dès 1750, Jean II Stapleton fait reconstruire le château de Trèves, ne conservant que le donjon de l'ancien. Un immense escalier monumental donne accès au nouveau palais. L'escalier intérieur dessert diverses salles voûtées, nues et désertes. Des cuisines occupent le soubassement et plus bas figurent les prisons. Du château de Trèves, il ne reste véritablement que la tour jouxtant l'église Saint-Aubin.
Le total des patrimoines nantais et angevins s'élève à 790 262 livres tournois. Les biens coloniaux de la famille totalisent 1,14 million de livres en 1789 contre 400 000 livres en 1751.
L'édifice est classé au titre des monuments historiques en 1904.

### Lien externe

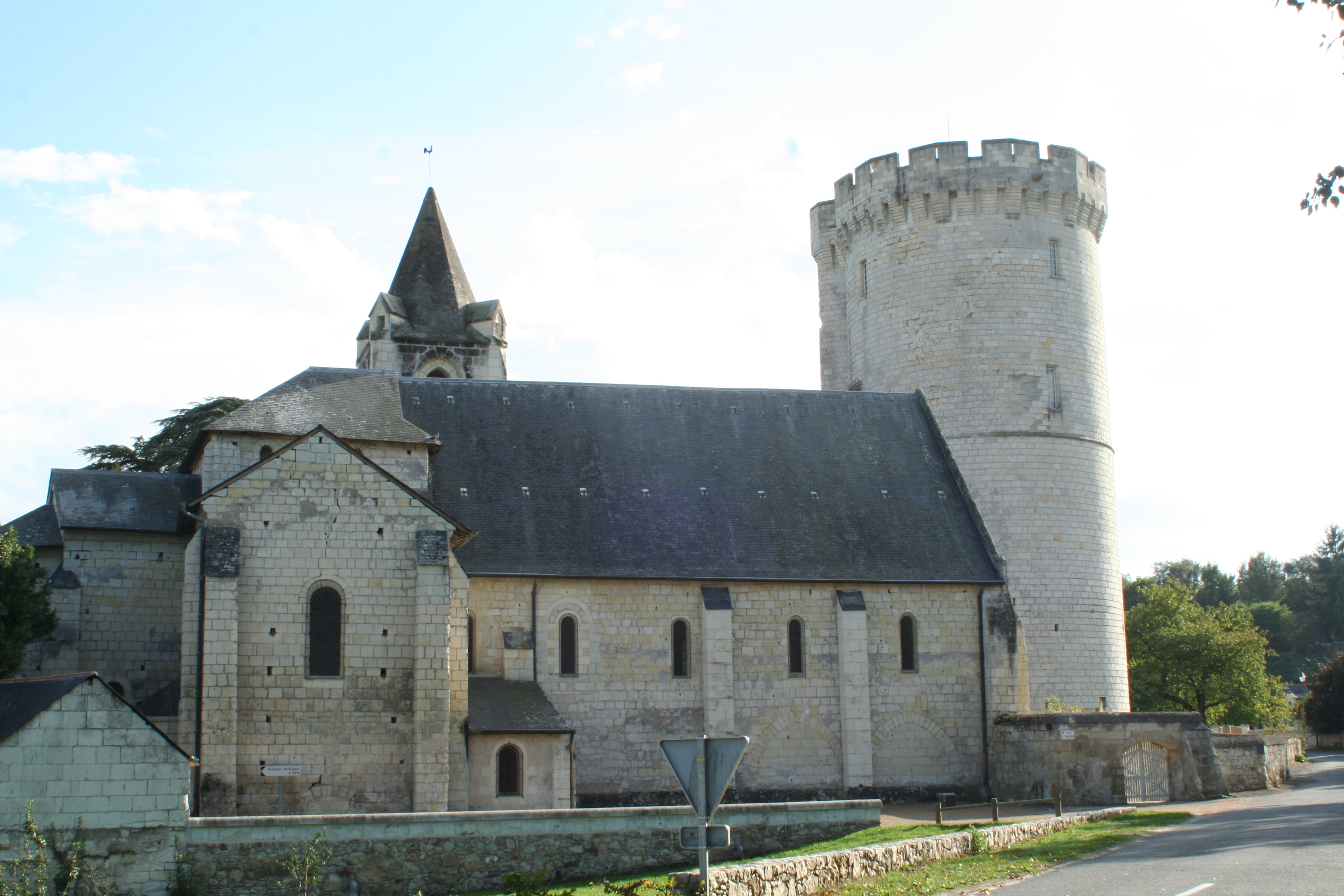
Église Saint-Aubin de Trèves avec la tour en second plan.

## Note(s)
1. ↑  Le 23 mars 1747, la terre de Trèves est vendue par le maréchal Adrien Maurice de Noailles pour 510 000 livres à Jean II Stapleton, Adrien Maurice de Noailles ne l'ayant conservée que quelques jours, après l'avoir achetée au duc d'Estrées